# The Knife (Film)
The Knife ist ein Filmdrama und das Regiedebüt von Nnamdi Asomugha. Die Weltpremiere des Films mit dem Regisseur, Aja Naomi King und Melissa Leo in den Hauptrollen erfolgte im Juni 2024 beim Tribeca Film Festival. Dort wurde Asomugha mit dem Best New Narrative Director Award ausgezeichnet.

## Handlung
Chris wird mitten in der Nacht von einem seltsamen Geräusch unten im Haus aufgeweckt. Er geht der Sache nach, schnappt sich ein Taschenmesser und steht in der Küche einer fremden, alten Frau gegenüber, die in den Schubladen wühlt. Als ein paar Minuten später seine Frau Alex und zwei ihrer Töchter nach unten eilen, liegt die Frau bewusstlos auf dem Boden. Chris kann ihnen nicht erklären, was gerade passiert ist. Chris ruft einen Krankenwagen, und der Notruf von Towson County schickt zudem eine große Truppe von Polizisten zu ihrem Haus.
Der weibliche Detective Frances Carlsen untersucht den mysteriösen Vorfall im Haus der schwarzen Familie. Vater Chris, der als Bauarbeiter arbeitet, Alex und die beiden Töchter Ryley und Kendra werden getrennt voneinander einem stundenlangen Verhör durch eine fast ausschließlich aus Weißen bestehende Polizeitruppe unterzogen.

## Produktion

### Regie und Drehbuch
Es handelt sich bei The Knife um das Regiedebüt des ehemaligen American-Football-Spielers, Filmproduzenten und Schauspielers Nnamdi Asomugha, der für kleine und größere Rollen in den Filmen Crown Heights, Sylvie’s Love und The Good Nurse bekannt ist. Das Drehbuch für The Knife schrieb er gemeinsam mit Mark Duplass. Dieser schrieb zuletzt das Drehbuch für Mel Eslyns Science-Fiction-Komödie Biosphere, in der er neben Sterling K. Brown auch in einer der beiden Hauptrollen zu sehen war.
Gegenüber IndieWire erklärte Asomugha, er habe eine Geschichte erzählen wollen, die am Ende Gespräche anregt und nicht einfach zu Ende geht. Einer seiner Lieblingsfilme im letzten Jahr sei Anatomie eines Falls gewesen, ein Film, der am Ende interessante Fragen aufwerfe, die jeder Zuschauer mit sich selbst ausmachen müsse, so ob man Empathie für Menschen empfinden kann, die Situationen durchmachen, in die man sich vielleicht nicht hineinversetzen kann.

### Besetzung und Dreharbeiten
Der Regisseur spielt in dem Film zudem den Vater Chris. Aja Naomi King spielt seine Frau Alex. Aiden Gabrielle Price und Amari Alexis Price sind in den Rollen ihrer beiden Töchter Ryley und Kendra zu sehen. Melissa Leo spielt Detective Frances Carlsen, die mit ihrem Fall betraut wurde, Manny Jacinto Officer Padilla, den Polizisten, der zuerst am Tatort eintrifft, und Shannon Corbeil Officer Snell. Asomughas ältere Schwester Chisara, die einen medizinischen Abschluss hat und in Yale als Kinderärztin arbeitete, übernahm die Rolle einer Rettungssanitäterin.
Kameramann Alejandro Mejia war zuletzt für die Filme 499 von Rodrigo Reyes, Son of Monarchs von Alexis Gambis, Stay Awake von Jamie Sisley und In The Summers von Alessandra Lacorazza tätig.

### Filmmusik und Veröffentlichung
Die Filmmusik komponierte Kyle Townsend, zu dessen letzten Arbeiten der Film The One and Only Dick Gregory und die Fernsehserie Average Joe gehören.
Die Weltpremiere des Films fand am 9. Juni 2024 beim Tribeca Film Festival statt. Im September 2024 wurde er beim Festival des amerikanischen Films in Deauville gezeigt. Im Oktober 2024 sind Vorstellungen beim Chicago International Film Festival und beim Austin Film Festival geplant. Im November 2024 wurde The Knife beim Denver Film Festival gezeigt. Im Februar 2025 wird der Film beim Santa Barbara Film Festival vorgestellt.

## Rezeption

### Kritiken
Von den bei Rotten Tomatoes aufgeführten Kritiken sind 92 Prozent positiv.
Olga Artemjewa schreibt in ihrer Kritik bei screenanarchy.com, nicht mit dem Eindringen der Frau in das Haus der schwarzen Familie, sondern als die Polizei zu ihnen kommt und Detective Carlson Eltern und Kinder getrennt voneinander befragt, beginne die eigentliche „Home Invasion“. Das Sicherheitsgefühl der Familie und die Vorstellung von einem Zuhause als Zufluchtsort würden vor den Augen des Zuschauers zerfallen. The Knife verbinde ein spannendes Drama mit packender Gesellschaftskritik und funktioniere auch als klaustrophobischer Thriller.

### Auszeichnungen
Denver Film Festival 2024
- Auszeichnung als Bester Nachwuchsregisseur (Nnamdi Asomugha)[13]

Festival des amerikanischen Films Deauville 2024
- Nominierung im Wettbewerb[7]

Tribeca Film Festival 2024
- Nominierung im US Narrative Competition
- Auszeichnung mit dem Best New Narrative Director Award (Nnamdi Asomugha)
- Auszeichnung für die Beste Kamera im US Narrative Competition (Alejandro Mejia)[14]